# Port lotniczy Faranah
Port lotniczy Faranah (IATA: FAA, ICAO: GUFH) – port lotniczy położony w Faranah. Jest jednym z największych portów lotniczych w Gwinei.